# Phalacrotophora rufiventris
Phalacrotophora rufiventris är en tvåvingeart som beskrevs av Borgmeier 1971. Phalacrotophora rufiventris ingår i släktet Phalacrotophora och familjen puckelflugor.
Artens utbredningsområde är Costa Rica. Inga underarter finns listade i Catalogue of Life.